# Église de Vladimir-Égal-aux-Apôtres de Moscou
L’église de Vladimir-Égal-aux-Apôtres (en russe : Церковь Владимира равноапостольного, что в Старых Садех) est une église orthodoxe du quartier de Bely Gorod à Moscou.

## Historique
Le bâtiment actuel, de style russe archaïque à base carrée en couronné de cinq coupoles, a été construit de 1514 à 1516 sous la direction d’Alosius le Jeune (architecte de la cathédrale de l’Archange du Kremlin) sur l’emplacement d’une église plus ancienne portant le même nom qui faisait partie du palais d’été du Grand-Prince Basile Ier.

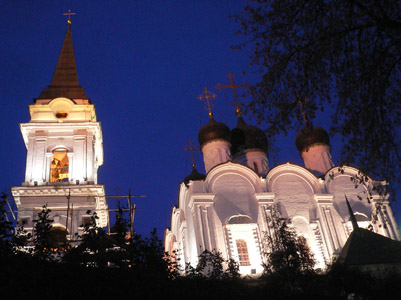
L’église de Vladimir-Égal-aux-Apôtres de nuit

Elle fut remaniée en 1670 et le clocher érigé au XVIIIe siècle.
La chapelle Saints-Boris-et-Gleb (Boris et Gleb sont les premiers saints canonisés de la principauté de Kiev), attenante à la nef (côté nord), date de 1689.
L’église fut fermée et privée de ses coupoles en 1933. Restaurée à partir des années 1970 elle est de nouveau ouverte au culte depuis 1991.